# البطولة العربية لكرة القدم الشاطئية 2022
البطولة العربية لكرة القدم الشاطئية 2022؛ هي البطولة الخامسة من البطولة العربية لكرة القدم الشاطئية، وتعد البطولة الممتازة الأولى لكرة القدم الشاطئية داخل المنطقة العربية التي تتنافس عليها الفرق الوطنية للرجال الأعضاء في اتحاد الاتحادات العربية لكرة القدم اختصارا (UAFA). كان من المقرر أن تقام البطولة في المملكة العربية السعودية في الفترة ما بين 1 و 7 أكتوبر من عام 2022.  الإمارات العربية المتحدة هي حاملة اللقب، حيث هزموا المغرب بنتيجة 3-2 في النهائي ليحققوا لقبهم الأول في هذه المسابقة.